# トビジロイソウロウグモ

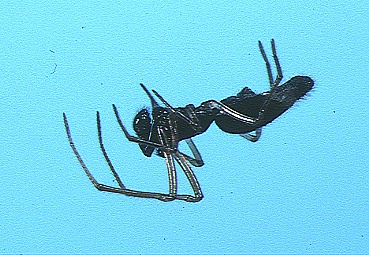
雄成体

トビジロイソウロウグモ Argyrodes cylindatus は、イソウロウグモの1種。細長い腹部をしたクモで、宿主のクモの網で糸を喰うことが知られる。

## 特徴
体長は雌で5-6mm。腹部は円筒形で褐色。背面が少し色薄く、その正中線に沿って褐色の斑紋が縦に並んでいる。側面には銀色の斑紋があちこちにある。
背甲は細長く、眼の配置する部分の後方に1対のくぼみがあり、その後方中央には中窩がある。雄は体長2.5-3.5mm、中眼域（前後の中眼の範囲）が突出する。なお、雌では前中眼域が突出する。
ちなみに腹部は円筒形で後方に尖るが、これは腹部後端より、むしろ背面の後端部が後ろに伸びたもので、糸疣や肛門は腹部の全長の中程やや前にある。

## 分布と生息環境
日本では本州から四国、九州、南西諸島に分布し、国外ではミャンマーから知られる。本州での分布域は近年北上中であると新海は指摘している。山地の、主として渓流沿いや林道に見られる。

## 習性
出現時期は6-9月。卵嚢は本体はほぼ球形、上向きに柄があって吊り下がる。柄の先端はＴの字状に伸びる。卵嚢の下は刺には小さく突き出た部分がある。
他のイソウロウグモ同様、他の造網性のクモの網に侵入し、そこで生活する。本種が宿主とするのは、オニグモ類やシロカネグモ類である。イソウロウグモは網主の取りこぼしを拾う、というのがイソウロウグモにつきものの説明になっているが、本種の場合はこのような方法以外に網主が捕らえた獲物を盗み食いすることもある。
ただし本種で特徴的なのは、網の糸を喰うことが知られていることである。例えば新海(1988)によると、この観察では網主はオニグモで、本種は網の上方の横方向の位置におり、網の横糸をたどるようにして食べていた。その際、クモは独自の支持糸を出してそれで身体を支持し、前方の付属肢で横糸を集めては食べてゆく。クモが食べるのは横糸（同心円に近い螺旋に引かれた粘性のある糸）をのみ食べ、縦糸（中心から放射状に張られた糸）は食べなかった。また、横糸を食うのは小さな昆虫を食べるためである可能性を配慮し、小昆虫をクモの進行方向の横糸に付けた場合、これを避けたという。網食いのイソウロウグモはそれまでに国外で知られていたが、日本では本種が最初であった。クモの糸の成分はタンパク質であり、栄養源とすることは可能である。造網性のクモには網を片づける際に糸を食う例も知られている。ただし、本種のような行動は宿主の生産したものを盗む行為であり、網に掛かった獲物を盗むのとは異なった形での労働寄生と言える。

## 近似種との見分け
日本のイソウロウグモの中では、腹部の形態が独特であり、また褐色の種も他にないため、判別は容易である。